# Монж, Гаспар
Гаспа́р Монж, граф  де Пелю́з (фр. Gaspard Monge, comte de Péluse; 1746, Бон, Бургундия, Франция — 28 июля 1818, Париж) — французский математик, геометр, государственный деятель, морской министр Франции.

## Биография

### От ученика до академика
Гаспар Монж родился 10 мая 1746 года в небольшом городке Боне на востоке Франции (в пределах современного департамента Кот-д’Ор) в семье местного торговца. Он был старшим из пяти детей, которым отец, несмотря на низкое происхождение и относительную бедность семьи, постарался обеспечить самое лучшее образование из доступного в то время для выходцев из незнатного сословия. Его второй сын, Луи, стал профессором математики и астрономии, младший — Жан — также профессором математики, гидрографии и навигации. Гаспар получил первоначальное образование в городской школе ордена ораторианцев. Окончив её в 1762 году лучшим учеником, он поступил в колледж г. Лиона, также принадлежавший ораторианцам. Вскоре Гаспару доверяют там преподавание физики.
Летом 1764 года Монж составил замечательный по точности план родного города Бона. Необходимые при этом способы и приборы для измерения углов и черчения линий были изобретены самим составителем. Во время обучения в Лионе получил предложение вступить в орден и остаться преподавателем колледжа, однако, вместо этого, проявив большие способности к математике, черчению и рисованию, сумел поступить в Мезьерскую школу военных инженеров, но (из-за происхождения) только на вспомогательное унтер-офицерское отделение и без денежного содержания. Тем не менее, успехи в точных науках и оригинальное решение одной из важных задач фортификации (о размещении укреплений в зависимости от расположения артиллерии противника) позволили ему в 1769 году стать ассистентом (помощником преподавателя) математики, а затем и физики, причём уже с приличным жалованием в 1800 ливров в год.
В 1770 году в возрасте 24 лет Монж занимает должность профессора одновременно по двум кафедрам — математики и физики, и, кроме того, ведёт занятия по резанию камней. Начав с задачи точной резки камней по заданным эскизам применительно к архитектуре и фортификации, Монж пришёл к созданию методов, обобщённых им впоследствии в новой науке — начертательной геометрии, творцом которой он по праву считается. Учитывая возможность применения методов начертательной геометрии в военных целях при строительстве укреплений, руководство Мезьерской школы не допускало открытой публикации вплоть до 1799 года (стенографическая запись лекций была сделана в 1795 году).
В 1777 году Монж женился на молодой вдове владельца литейной мастерской Мари-Катрин Юар, по первому мужу Орбони (Marie-Catherine Huart, 1747—1846). Брак был счастливым и продлился до конца жизни Монжа, у них родились две дочери (третья умерла во младенчестве). Оказавшись владельцем мастерской, Монж осваивает литейное дело, увлекается металлургией, серьёзно занимается физикой и химией.

Экспозиция, посвященная Гаспару Монжу, в Политехнической школе

В Мезьерской школе Монж преподавал 20 лет. Там обучали геометрии, физике, фортификации, строительному делу с упором на практические занятия. Эта школа стала прообразом знаменитой в будущем Политехнической школы. Кроме основ начертательной геометрии, Монж разрабатывал и другие математические методы, в том числе, теорию развёрток, вариационное исчисление и другие. Несколько докладов, с большим успехом сделанных им на заседаниях Парижской академии наук, и рекомендации академиков Даламбера, Кондорсе и Боссю обеспечили Монжу в 1772 году избрание в число двадцати «associés» членов Академии («присоединённых», то есть членов-корреспондентов Академии), а в 1780 году он уже избран академиком. Монж переезжает в Париж, сохраняя за собой должность в Мезьерской школе. Кроме этого, он преподаёт гидродинамику и гидрографию в Парижской Морской школе, а впоследствии занимает должность экзаменатора морских школ. Однако, чередование работы и проживания по полгода в Париже и Мезьере со временем стало для него весьма утомительным и не устраивало руководство Мезьерской школы. В 1783 году Монж прекращает преподавание в школе и в 1784 году окончательно переселяется в Париж.
Избранный в академики, Монж, кроме исследований по математическому анализу, представленных в ряде мемуаров в изданиях Академии, занимался вместе с Бертолле и Вандермондом изучением различных состояний железа, производил опыты над капиллярностью, делал наблюдения над оптическими явлениями, работал над построением теории главных метеорологических явлений, независимо от Лавуазье и Кавендиша обнаружил, что вода представляет соединение водорода и кислорода, в 1781 году издал «Мемуар о выемках и насыпях», в 1786—1788 годах подготовил учебник по практической механике и теории машин «Трактат по статике для морских колледжей». Этот курс переиздавался восемь раз, последний — в 1846 году, и неоднократно переводился на другие языки, в том числе на русский.

### В годы революции
Монж приветствовал Французскую революцию, провозгласившую социальную справедливость и равенство. Он на себе испытал, как тяжело представителю низшего сословия получить хорошее образование и занять положение в обществе. В отличие от многих сограждан, покинувших страну, Монж продолжал научную и преподавательскую деятельность, участвовал в заседаниях Академии наук, охотно и добросовестно выполнял поручения новой власти. В мае 1790 года вместе с академиками Борда, Даламбером, Кондорсэ, Кулоном, Лагранжем, Лапласом он назначен Национальным собранием в комиссию по установлению новой, единой для всей страны, метрической системы мер и весов взамен старых мер, различных в каждой провинции. Одной из важнейших задач было укрепление морских границ. Монж организует в портах Франции 12 школ для подготовки специалистов-гидрографов и одновременно принимает экзамены в морских школах. В августе 1792 года, приняв во внимание его приверженность идеалам Революции и знание морских дисциплин, Законодательное собрание назначает его морским министром в состав нового правительства — Временного исполнительного совета.
Порученный Монжу флот находился в тяжёлом состоянии: не хватало офицеров и матросов, боеприпасов и продовольствия. Франция потерпела уже несколько поражений на море, а в скором времени ей предстояло вступить в войну с Англией. Несмотря на скудность государственной казны, Монжу удалось отчасти пополнить опустевшие арсеналы и приступить к возведению на берегах необходимых укреплений. Во время полугодового исполнения обязанностей президента Совета ему пришлось принять два важнейших политических решения — он поставил свою подпись под приговором о казни Людовика XVI и объявлением войны с Англией. Тем не менее, у него не было необходимого административного и военного опыта, он тяготился министерской работой и уже в апреле 1793 года ушёл в отставку, продолжая работать во имя Революции.
Комитет общественного спасения поручает Монжу организовать производство пороха, стали, литьё пушек и изготовление ружей. Его талант учёного, разносторонние знания и поразительная работоспособность позволяют с успехом в кратчайшие сроки справиться со всеми поставленными задачами. Для получения необходимой для производства пороха селитры Монж нашёл и популярно изложил способы добычи её из земли в хлевах и погребах; он организовал новые литейные мастерские и разработал способы выплавки стали, сменил технологию изготовления ружей и организовал их выпуск до 1000 штук в день только в Париже и др. Не получая за работу никакого вознаграждения, Монж часто уходил на работу ранним утром и возвращался поздней ночью, питаясь одним хлебом, поскольку в стране не хватало продовольствия, а он не считал возможным выделяться среди голодающих рабочих. Однако, даже это не спасало его от периодических обвинений в нелояльности к власти, так что однажды он был вынужден два месяца скрываться от преследований. С 1794 года Монж уже более не принимал непосредственного участия в делах государственного управления, а всецело предался научной и преподавательской деятельности.
Монж публикует руководство по производству пушек, читает аналогичный курс и в 1794 году приступает к организации Центральной школы общественных работ, долженствующей заменить упразднённые декретами Конвента в 1793 году Академии и университеты. По замыслу, это должен был быть новый тип высшей школы с трёхлетним обучением для подготовки на прочной научной основе инженеров и учёных по целому ряду гражданских и военных специальностей. 1 сентября 1795 года школа была переименована в Политехническую школу. В январе 1795 года была организована так называемая Высшая нормальная школа, предназначенная для четырёхмесячной подготовки профессиональных кадров (главным образом, учителей). Вместе с Монжем занятия вели Бертолле, Лаплас, Лагранж и другие. Для слушателей первого набора Школы Монж подготовил и прочёл курс начертательной геометрии, запись которого была напечатана в Трудах Нормальной школы (1795). В октябре 1795 года Конвент образовал ассоциацию обновлённых академий, названную Французским институтом (позднее — Национальный институт науки и искусства). Предполагалось, что Институт станет научным учреждением, состоящим из трёх классов (отделений): физических и математических наук, моральных и политических наук, литературы и изящных искусств. Монж был в числе самых активных организаторов, а затем и преподавателей этих научных учреждений.

### В Италии. Египетский поход
В мае 1796 года Директория поручает Монжу и Бертолле принять участие в комиссии по отбору в счёт контрибуции памятников искусства и науки в завоёванных армией Республики областях Италии. Монж выполнил поручение, доставив в Париж полотна Рафаэля, Микеланджело, Тициана, Веронезе и другие художественные произведения, а также научные экспонаты и приборы для Политехнической школы. Во время пребывания в Италии он познакомился и подружился с молодым генералом Бонапартом, преданность которому во многом определила дальнейшую жизнь Монжа. Вернувшись из Италии, 1 октября 1797 года он произнёс речь перед Директорией о победах французской армии с угрозами в адрес английского правительства, но, одновременно, с призывами сохранить нацию, давшую миру Ньютона.
В феврале 1798 года Монжа снова посылают в Италию в составе комиссии для выяснения событий, происходящих в Риме. 20 марта там была провозглашена республики, свергнута папская власть. Монж, однако, пробыл в Риме совсем недолго — вместе с Бертолле, Фурье, Малюсом и другими академиками он участвует в египетском походе Бонапарта, который очень рассчитывал на помощь учёных в постройке дорог, каналов, плотин, составлении карт, организации производства пороха, ружей и пушек, а также в создании на завоёванных территориях новых научных учреждений по типу французских. 29 августа 1798 года в Каире членами этой экспедиции и некоторыми военными, к числу которых принадлежал и сам Бонапарт, был учреждён Египетский институт наук и искусств, устроенный по образцу Французского и избравший своим президентом на первый триместр Монжа, вице-президентом Бонапарта, непременным секретарём Фурье. Монж продолжал научную работу, печатался в издаваемом Институтом научном и литературном сборнике «Египетские декады» («Décade Égyptienne»). В нём в первый раз был напечатан его мемуар с простым объяснением явления миража, который пугал солдат в пустыне. Временами Монжу приходилось вспоминать своё недолгое военное прошлое — он руководил в октябре 1798 года обороной Института против восставшего каирского населения, в 1799 году участвовал в неудачном походе Бонапарта в Сирию. Получив сведения о сложной обстановке во Франции, 18 августа 1799 года Бонапарт в сопровождении Монжа и Бертолле тайно выехал из Каира и после трудного и опасного двухмесячного пути они добрались до Парижа.

### Последний взлёт и падение

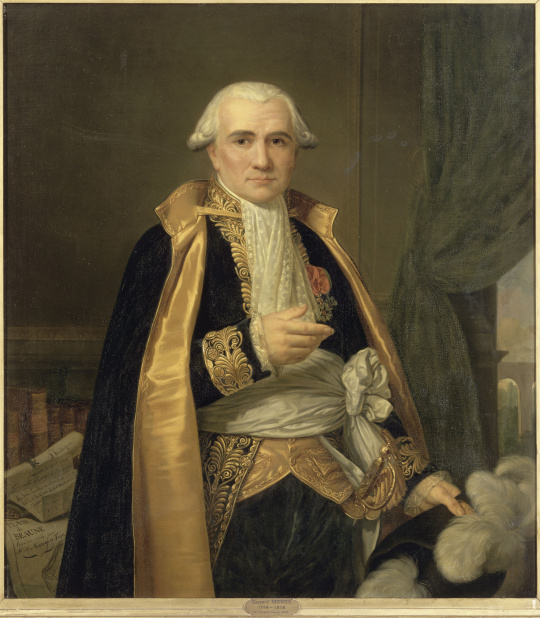
Парадный портрет графа де Пелюза

Сосредоточивший в своих руках всю власть Бонапарт назначил Монжа пожизненным сенатором, в Политехнической школе он читает курсы приложения алгебры и анализа к геометрии, составляет устав и план работы школы. В августе 1803 года Монж назначен вице-президентом Сената, а в сентябре — сенатором Льежа с поручением организовать там производство пушек. Преданность новой власти и заслуги перед Империей были вознаграждены — он получил высшую степень ордена Почётного легиона, в 1806 году назначен президентом Сената на очередной годичный срок, ещё через год получил титул графа де Пелюз и 100 000 франков для покупки имения. Однако вскоре его начало подводить здоровье, у него на время отнялась рука. Монж прекращает преподавание в Политехнической школе, но продолжает научную работу и консультирует предлагаемые технические проекты. Так, в 1805 году император поручает ему изучить возможность проведения канала от реки Урк для снабжения Парижа водой. В 1808 году его привлекли к оценке возможности десанта в Англию на 100 больших аэростатах, каждый из которых должен был поднимать 1000 солдат и снаряжение для них.
События 1812—1814 годов закончились поражением Франции и ссылкой Бонапарта. Монж оставался приверженцем Империи и в период всех Ста дней по-прежнему был на стороне Бонапарта. После восстановления власти Бурбонов Монж был лишён званий, наград и пенсии, исключён (правда, всего лишь на год) из Политехнической школы. Распоряжением правительства в 1816 году он и Карно были исключены из преобразованного на новый лад Института и замещены Коши и Бреге. Как один из «цареубийц», Монж мог ждать и более серьёзных репрессий. От всех этих ударов судьбы, довершённых ссылкой его зятя Эшассерио, как бывшего члена Конвента, Монж заболел и вскоре скончался. Его похоронили на кладбище Пер-Лашез; в 1989 г. прах перенесён в парижский Пантеон. 
Жена Монжа пережила его на 24 года. Их дочь Эмили Монж (1776—1867) вышла замуж за бургундского коммерсанта Николя-Жозефа Маре (Marey), который в 1791 году купил часть виноградников Романе-Конти. Потомки этой пары владели виноградниками до 1988 года. Бургундские вина, производимые потомками Монжа, на протяжении XIX и XX веков оставались одними из самых дорогих в мире. Также именем этого семейства назван Clos Marey-Monge близ Поммара — крупнейший по площади частный виноградник Бургундии.

## Научная деятельность
Создание «Начертательной геометрии», трактат о которой вышел в свет только в 1799 году под заглавием «Géométrie descriptive», послужило началом и основой работ, позволивших новой Европе овладеть геометрическими знаниями Древней Греции; работы же по теории поверхностей, помимо своего непосредственного значения, привели к выяснению важного принципа непрерывности и к раскрытию смысла той обширной неопределенности, которая возникает при интегрировании уравнений с частными производными, произвольными постоянными и тем более с появлением произвольных функций.
Принцип непрерывности в том виде, в каком он сформулирован Монжем, может быть изложен следующим образом. Всякое свойство фигуры, выражающее отношения положения и оправдывающееся в бесчисленном множестве непрерывно связанных между собой случаев, может быть распространено на все фигуры одного и того же рода, хотя бы оно допускало доказательство только при предположении, что построения, осуществимые не иначе как в известных пределах, могут быть произведены на самом деле. Такое свойство имеет место даже в тех случаях, когда вследствие полного исчезновения некоторых необходимых для доказательства промежуточных величин предполагаемые построения не могут быть произведены в действительности.

Самолёт Hawker Sea Hawk, изображённый с помощью эпюра Монжа

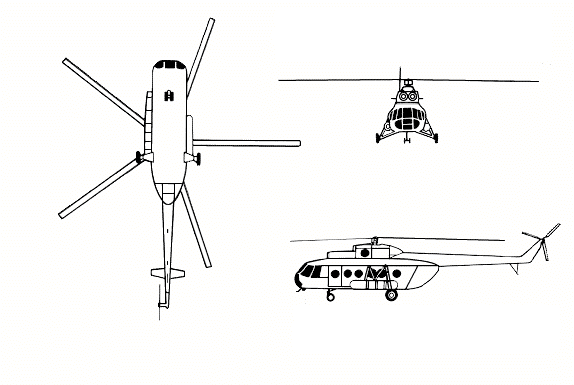
Вертолёт Ми-8 в трёх проекциях, изображённый с помощью эпюра Монжа

Из других, менее значительных вкладов Монжа в науку следует назвать теорию полярных плоскостей применительно к поверхностям второго порядка; открытие круговых сечений гиперболоидов и гиперболического параболоида; открытие двоякого способа образования поверхностей этих же тел с помощью прямой линии; создание первого представления о линиях кривизны поверхностей; установление начал теории взаимных поляр, разработанной впоследствии Понселе, доказательство теоремы о том, что геометрическое место вершины трёхгранного угла с прямыми плоскими углами, описанного около поверхности второго порядка, есть шар, и, наконец, теорию построения ортогональных проекций трёхмерных объектов на плоскости, получившую название эпюр Монжа (от фр. Épure — чертёж, проект).

## Издания трудов
Многочисленные сочинения Монжа издавались в трудах парижской и туринской академий, выходили в «Journaux de l’Ecole Polytechnique et de l’Ecole Normale», в «Dictionnaire de Physique», «Методической энциклопедии» Дидро и д’Аламбера, в «Annales de Chimie» и в «Décade Egyptienne», издавались отдельно: «Dictionnaire de Physique» (1793—1833), составленный при сотрудничестве Кассини, «Avis aux ouvriers en fer sur la fabrication de l’acier» (1794), составленный вместе с Бертолле, и др. В каталоге Лукомской содержатся библиография трудов Монжа (72 наим.) и перечень публикаций о его жизни и деятельности (73 наим.).

## Память о Монже
Имя Гаспара Монжа внесено в список 72 величайших учёных Франции, помещённый на первом этаже Эйфелевой башни.
В 1935 году Международный астрономический союз присвоил имя Гаспара Монжа кратеру на видимой стороне Луны.

## Наиболее известные ученики
- Био, Жан-Батист
- Брианшон, Шарль Жюльен
- Дюпен, Пьер-Шарль-Франсуа
- Лакруа, Сильвестр Франсуа
- Понселе, Жан-Виктор
- Прони, Гаспар де

## Эпонимы
- Уравнение Монжа — Ампера
- Теорема Монжа
- Эпюр Монжа

## Основные труды
- Monge, Gaspard. Mémoire sur la théorie des déblais et des remblais. De l’Imprimerie Royale, 1781.
- Monge, Gaspard. Une application d’analyse à la géométrie, 1795.
- Monge, Gaspard. Géométrie descriptive. Leçons données aux écoles normales, 1799.
- Monge, Gaspard. Application de l’algèbre à la géométrie, 1805)
- Monge, Gaspard. Application de l’analyse à la géométrie, à l’usage de l’Ecole impériale polytechnique, 1807.
- Monge, Gaspard; Hachette, Jean Nicolas Pierre. Traité élémentaire de statique, a l’usage des écoles de la Marine, par Gaspard Monge. chez Courcier, Imprimeur-libraire, pour les mathematiques, quai des Augustins, 1810.
- Monge, Gaspard. An elementary treatise on statics, 1852.

### Русские переводы
- Монж Г. Начальные основания статики или равновесия твёрдых тел для водоходных училищ. — СПб., 1803. — 151 с. Переиздана в 1825 году.
- Монж Г. Искусство лить пушки / Перевод с французскаго языка [Петра Раткевича и Ивана Горбовского]. — СПб.: Печатано в типографии Шнора, 1804. — [8], VIII, 274 с., 4 л. табл., LX л. ил., черт., пл.
- Монж Г. Элементарный курс статики. — М., 1847.
- Монж Гаспар. Приложение анализа к геометрии / Под ред. М. Я. Выгодского. — М. - Л.: Объединённое научно-техническое издательство (ОНТИ) НКТП СССР, 1936. — 700 с. — (Классики естествознания).
- Монж Гаспар. Начертательная геометрия / Под ред. проф. Д. И. Каргина. — М.: Изд. АН СССР, 1947. — 292 с.